# اريك كوي
اريك كوي هو رامي الرمح ‏ كندي، ولد في 16 مايو عام 1914، في نوتنغهام في المملكة المتحدة، وتوفي في 28 أكتوبر عام 1985، في وينيبيغ في كندا.

## وصلات خارجية
- اريك كوي على موقع الاتحاد الدولي لألعاب القوى (الإنجليزية)
- اريك كوي على موقع أوليمبيديا (الإنجليزية)
- اريك كوي على موقع قاعة كندا للمشاهير الرياضية (الإنجليزية)
- اريك كوي على موقع قاعة مانيتوبا للمشاهير الرياضية (الإنجليزية)